# Metal Gear Solid
Pour les articles homonymes, voir MGS.
Cet article concerne le jeu vidéo Metal Gear Solid. Pour la série de jeux vidéo, voir Metal Gear (série de jeux vidéo).
 (février 2011).
Si vous disposez d'ouvrages ou d'articles de référence ou si vous connaissez des sites web de qualité traitant du thème abordé ici, merci de compléter l'article en donnant les références utiles à sa vérifiabilité et en les liant à la section « Notes et références ».
Metal Gear Solid (メタルギアソリッド, Metaru Gia Soriddo), communément abrégé MGS, est un jeu vidéo d'action-infiltration produit et réalisé par Hideo Kojima, développé et édité par Konami, et sorti en 1998 sur PlayStation.
Troisième épisode de la série Metal Gear, le jeu fait suite à Metal Gear 2: Solid Snake (1990) et précède Metal Gear Solid 2: Sons of Liberty (2001). Il s'agit néanmoins du quatrième opus de la franchise Metal Gear, Snake's Revenge (1990) ayant suivi Metal Gear (1987) mais n'ayant pas été développé et reconnu par Hideo Kojima.
Cet opus marque un tournant artistique dans la série : le jeu est majoritairement réalisé en 3D, la simple vue de haut utilisée dans les anciens titres sur MSX évolue vers une ouverture spatiale. Les environnements et la mise en scène deviennent élaborés et intégralement rendus avec le moteur graphique du jeu, couplé avec des personnages intégralement doublés.
Tout en reprenant les grandes lignes du genre espionnage, le jeu emprunte de nombreux éléments aux films New York 1997, Los Angeles 2013 et Rambo. L'intrigue tourne autour de l'agent infiltré Solid Snake, en mission pour libérer des otages d'une base en Alaska et assigné à contrecarrer les plans d'un groupe terroriste planifiant l'utilisation d'une arme de destruction massive pour servir leur dessein, le Metal Gear.
Metal Gear Solid fut porté sous Windows en 2000 et une nouvelle version du jeu, nommée Metal Gear Solid: The Twin Snakes, a été développée en 2004 par le studio Silicon Knights sur GameCube.

## Trame

### Contexte
L'histoire de Metal Gear Solid se déroule les 28 février et 1er mars 2005, six ans après la défaite de Big Boss à Zanzibarland.
Le théâtre des évènements est l'île fictive de Shadow Moses, située dans l'archipel Fox (en Alaska), et abritant des installations militaires secrètes. De par son isolement et ses conditions météorologiques défavorables, ce site a été choisi par le gouvernement des États-Unis comme centre de recyclage d'armes nucléaires et comme site de test de nouvelles technologies nucléaires.
En collaboration avec le DARPA, la société ArmsTech y élabore un Metal Gear ; et parmi les ingénieurs travaillant sur ce projet se trouve Hal Emmerich.
L'installation comprend un hangar à tanks, un entrepôt d'ogives nucléaires désamorcées, deux tours jumelles de communication de trente étages chacune, avec une parabole de cinq mètres de diamètre au sommet, et plusieurs entrepôts souterrains dont un donnant vers un accès sous-marin à la base.

### Résumé
Pendant un exercice sur l'île de Shadow Moses près des côtes de l'Alaska, un groupe de soldats génétiquement modifiés, les « soldats génomes », sous le commandement de l'unité Fox Hound, se rebellent et prennent le contrôle des installations nucléaires. Le chef de la rébellion, Liquid Snake, menace la Maison-Blanche d'un tir nucléaire si les restes de Big Boss — le plus grand soldat du XXe siècle — et un milliard de dollars ne leur sont pas remis. Les terroristes tiennent en otage Donald Anderson, le chef du DARPA, ainsi que Kenneth Baker, le président d'ArmsTech.
Le gouvernement des États-Unis, fait appel à Roy Campbell, ancien commandant de l'unité Fox Hound à la retraite, pour résoudre la crise. Campbell a besoin de Solid Snake, un soldat d'élite, spécialiste de l'infiltration et ancien membre de Fox Hound, pour sauver les otages et éliminer la menace nucléaire, mais Snake n'est plus en activité. Campbell le fait enlever et séquestrer, et le persuade d'accepter la mission,. Solid Snake doit infiltrer le complexe avec l'aide à distance de Campbell, et d'une équipe de spécialistes composée de Mei Ling, Naomi Hunter, Nastasha Romanenko et McDonnell Miller.
Les otages

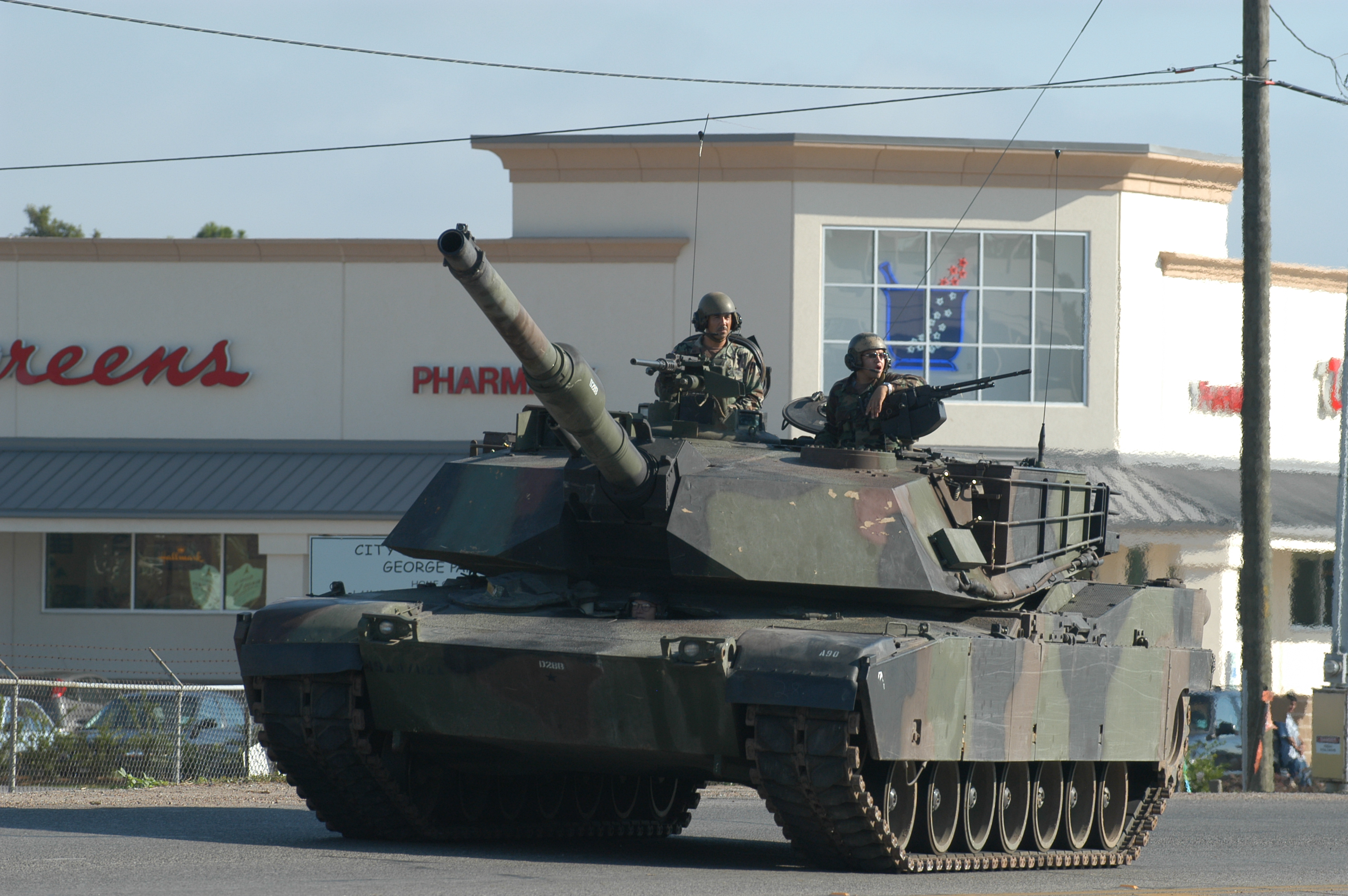
Un char M1 Abrams, à bord duquel Vulcan Raven affronte Solid Snake.

Snake s'introduit dans le complexe par un conduit de ventilation et localise la cellule où est détenu le premier otage, Donald Anderson. Ce dernier révèle à Snake que les terroristes sont maintenant en possession de Rex, un nouveau prototype de Metal Gear — un tank mobile nucléaire capable de lancer une attaque de n'importe où — développé conjointement par le DARPA et ArmsTech. Anderson explique à Snake que les terroristes ont besoin de deux mots de passe, les codes PAL, détenus respectivement par lui-même et Kenneth Baker, pour lancer un tir nucléaire. Il confesse cependant avoir divulgué le sien aux terroristes (après une intrusion de Psycho Mantis dans son esprit par télépathie), et affirme que Baker cèdera probablement aussi. Il existe toutefois une contre-mesure d'annulation secrète, qui se présente sous la forme de trois cartes-clés que Baker devrait avoir en sa possession. Anderson indique à Snake que Baker est emprisonné au deuxième sous-sol du hangar à tanks, puis meurt d'une crise cardiaque peu de temps après. Meryl Silverburgh, la nièce du colonel Campbell emprisonnée dans une cellule adjacente, profite d'un moment d'inattention du garde, Johnny Sasaki, pour s'évader, puis elle aide Snake à repousser un assaut ennemi avant de prendre la fuite. Snake, médusé, contacte Naomi et Campbell par codec, qui semblent aussi étonnés que lui par le décès du chef du DARPA. Snake soupçonne Campbell de lui cacher des choses ; le colonel lui répond qu'il n'a lui-même pas accès à certaines informations sensibles.
Snake se rend ensuite au deuxième sous-sol et y explore l'armurerie. Dans une des pièces, il trouve Kenneth Baker, vivant mais exténué, et attaché à un pilier piégé avec des explosifs C4. Snake s'approche de Baker pour le délivrer, mais est interrompu par un tir de Revolver Ocelot, un membre de Fox Hound. Un duel s'engage entre les deux hommes. Après quelques échanges de tirs, un étrange ninja cyborg, rendu invisible par un camouflage optique, s'interpose et tranche la main droite d'Ocelot avec son sabre. Ocelot s'enfuit, laissant Snake et Baker avec le ninja, bientôt en proie à un grave épisode psychotique. Le ninja disparait à son tour, puis Baker, blessé, révèle à Snake qu'il a également divulgué son code de mise à feu sous la torture infligée par Ocelot, après que Mantis ait échoué à l'obtenir avec ses pouvoirs. Par conséquent, les terroristes sont maintenant en possession des deux codes PAL, et Snake doit se servir des cartes-clés de désactivation du Metal Gear pour les empêcher de lancer une attaque, et potentiellement déclencher une guerre. Baker explique qu'il a confié sa carte-clé à Meryl car, en tant que nouvelle recrue de Fox Hound, elle a refusé de participer à la rébellion ; il invite Snake à la contacter par Codec. En cas d'échec, Baker conseille à Snake de se tourner vers Hal Emmerich, le chef du projet Metal Gear Rex, car c'est la seule personne à même de trouver un moyen d'empêcher la mise à feu du Metal Gear, ou de le détruire. Selon Baker, Emmerich est probablement détenu dans l'entrepôt à ogives situé au nord du hangar à tanks. Baker explique également à Snake que le rôle de Metal Gear est d'être « une arme [de dissuasion nucléaire] extraordinairement puissante », et qu'il a été développé en secret avec des budgets officieux du Pentagone pour accélérer la production, ne pas être touché par les restrictions budgétaires imposées à l'armée, et ne pas faire l'objet d'inspections. Baker remet ensuite à Snake un disque optique contenant les données des essais du Metal Gear, convaincu que Snake est là pour le récupérer. Baker divulgue en outre à Snake que le ninja est un soldat génome expérimental de Fox Hound, et que Naomi Hunter devrait pouvoir le renseigner à ce sujet. Baker est alors lui aussi atteint d'une violente attaque cardiaque, et a presque le temps de révéler à Snake que le Pentagone se sert de lui. Snake fait part à Campbell de son inquiétude sur les raisons de ces morts subites, et soupçonne un empoisonnement. Campbell esquive le sujet, et lui enjoint de travailler avec Meryl. Naomi, quant à elle, dément la présence d'un ninja cyborg au sein de Fox Hound.
Snake continue sa route, affronte Vulcan Raven, où il reçoit le support par Codec d'un dénommé Deepthroat, puis le mystérieux ninja (alias Gray Fox) et enfin, fait la rencontre d'Hal Emmerich, surnommé Otacon. Meryl et Snake s'organisent alors pour rejoindre le hangar où se trouve le Metal Gear REX. De plus, Meryl donne à Snake la seule carte qu'on lui avait confiée. Sur la route, ils éliminent Psycho Mantis puis Meryl est sévèrement blessée par Sniper Wolf qui les a pris en embuscade. Snake se voit obligé de rebrousser chemin pour récupérer une arme de tir à distance (un PSG-1) mais à son retour, Meryl a disparu. Snake affronte Wolf et parvient à la mettre en fuite. Alors qu'il se dirige vers la position de Sniper Wolf, celle-ci fait irruption avec des soldats et le capture.
Le choix
Le chef présumé des terroristes, Liquid Snake révèle alors que lui-même et Solid sont deux frères, clones génétiques de Big Boss, issus du projet « Les Enfants Terribles ». Ce projet datant de 1972 avait pour but de créer le guerrier le plus puissant possible en utilisant comme modèle Big Boss, c'est-à-dire le plus grand soldat du XXe siècle. Les scientifiques ont ainsi pu obtenir après recherches les gènes caractérisant le soldat parfait. Un embryon de l'assistante japonaise du Dr. Clark a été fécondé avec l'ADN de Big Boss et transféré dans l'utérus d'EVA, qui se porta volontaire pour être la mère porteuse. Après plusieurs essais ratés ils réussissent enfin, huit clones ont été faits et seuls trois ont survécu officiellement : Solid Snake, Liquid Snake et Solidus Snake. Liquid avoue haïr Snake car celui-ci aurait reçu les gènes dominants de l'ADN de Big Boss alors que lui n'aurait que les gènes récessifs, et surtout aussi parce qu'il désirait se venger de son père Big Boss de lui avoir donné les gènes récessifs, désir qui lui a été ôté par Solid Snake. Snake est ensuite torturé par Revolver Ocelot qui cherche à obtenir des informations. Le joueur est alors soumis à un choix qui influencera la fin du jeu : il peut choisir de résister à la torture, ou d'abandonner. Il est ensuite emprisonné dans une cellule avec le cadavre de Donald Anderson, qui a été vidé de son sang et semble être en état de décomposition depuis plusieurs jours.
En direction du Metal Gear
Snake réussit à s'évader de prison, et parvient à rejoindre la porte du hangar où est entreposé le Metal Gear après avoir vaincu Liquid aux commandes d'un Hind-D et Sniper Wolf dans un second duel aux fusils à lunette. Maître Miller le contacte alors pour lui annoncer qu'il soupçonne Naomi Hunter de travailler pour les terroristes, à la suite de mensonges sur son passé. Solid rencontre alors Vulcan Raven. Au terme d'un affrontement dans un entrepôt surgelé, Raven, blessé et sur le point de rendre son dernier souffle, révèle que le chef du DARPA qu'il avait vu mourir était en fait Decoy Octopus déguisé. Snake et Roy Campbell sont ensuite informés par Miller que Naomi a envoyé à plusieurs reprises des messages codés vers l'île de Shadow Moses ; Miller l'accuse donc d'être une traîtresse à la solde de Fox Hound. Il révèle aussi que Snake est le porteur du virus FoxDie, un virus génétiquement modifié permettant de tuer, en simulant une crise cardiaque, des personnes spécifiques qui rentrent en contact avec le virus ou le porteur.
Snake atteint le Metal Gear, et rejoint la salle de contrôle. Otacon, qui a réussi à pirater les fichiers concernant le Metal Gear, explique à Snake le secret de la carte. Conçu dans un matériau thermo-adaptable, cette carte change de forme suivant sa température. Snake utilise donc sa carte trois fois après avoir pris soin de la faire changer de température.
La destruction du Metal Gear
Une alarme se déclenche aussitôt confirmant l'activation des armes nucléaires. Au grand désarroi de Solid Snake, Miller révèle sa véritable identité, Liquid Snake, et lui explique alors comment il l'a manipulé depuis le début ; le chef du Darpa était mort sous la torture avant d'avoir révélé son code de mise à feu, Baker leur avait avoué l'existence des trois clés avec lesquelles Solid Snake vient d'activer l'arsenal nucléaire au lieu de l'arrêter. Il lui fait également comprendre que le seul but de son intervention était de tuer toute l'unité Fox Hound avec le virus FoxDie, ce qui aurait permis au gouvernement de récupérer REX intact et sans incident.
Liquid prend alors place dans le cockpit du Metal Gear REX. Il ne reste plus qu'une seule solution à Solid pour enrayer la menace nucléaire : le détruire. Le combat commence, et alors que Liquid prend le dessus, le ninja fait son apparition. Il révèle à Snake qu'il est Deepthroat, et qu'il n'est autre que celui qui avait adopté Naomi après avoir tué ses parents. Puis, Gray Fox détruit le radar du Metal Gear au prix de sa propre vie. Liquid, privé de radar et obligé d'ouvrir le cockpit s'il ne veut pas rester aveugle, s'expose ainsi au danger. Enfin, Snake réussit à détruire le Metal Gear mais perd connaissance après l'explosion occasionnée par la destruction du Metal Gear.
À son réveil sur le haut de la carcasse du Metal Gear, Liquid lui parle du projet « Les enfants terribles » et lui montre le corps inanimé de Meryl (suivant le choix effectué pendant la séance de torture, Meryl est vivante ou non, vivante si le joueur était parvenu à résister, morte sinon). Campbell rentre alors en contact avec Snake pour lui expliquer que Jim Houseman a pris le contrôle intégral de l'opération et qu'il compte lâcher une ogive nucléaire afin d'effacer toutes les preuves de la rébellion. Puis en tentant d'arrêter la frappe nucléaire et en divulguant tous les secrets de l'opération à Snake, Campbell est arrêté pour crime de haute trahison par Jim Houseman. Liquid, avide de revanche, engage un combat au corps à corps avec Solid Snake qui parvient à pousser Liquid dans le vide. Snake retrouve ensuite soit Meryl, soit Otacon (suivant le choix effectué lors de la séance de torture). Ils prennent place dans une Jeep et s'engagent dans un tunnel rejoignant la sortie. Cependant, Liquid est lui aussi dans une Jeep à leurs trousses. Après un affrontement violent tout le long du tunnel, les deux jeeps se percutent et se renversent à la sortie. Liquid, qui n'est toujours pas mort, est sur le point d'achever Snake, mais il meurt, brutalement frappé par le virus FoxDie.
Finalement, Campbell qui a retrouvé ses pouvoirs sur l'impulsion du président annule le tir nucléaire, et aide Snake à disparaître dans la nature et à le faire passer pour mort (noyé dans l'Arctique).
L'appel téléphonique
Peu après les crédits, le joueur peut entendre une discussion téléphonique entre Revolver Ocelot et un interlocuteur dont la voix est brouillée. Le joueur apprend alors que Liquid était dans l'erreur et que c'était lui qui possédait les gènes supérieurs à Snake. Ocelot déclare aussi qu'il est en possession des données des exercices du Metal Gear et qu'il est sur le point de les vendre sur le marché noir[réf. nécessaire]. On apprend ensuite qu'Ocelot était un agent double, et que son interlocuteur est le troisième clone de Big Boss, et le président des États-Unis,.

## Système de jeu
Metal Gear Solid est le premier jeu de la série en 3D, en vision cinéma au-dessus du personnage de Solid Snake dans les espaces dégagés, rappelant ainsi les jeux précédents. L'objectif du joueur est d'avancer dans les différentes zones d'une base militaire secrète en évitant de se faire repérer et déclencher l'alarme, qui s'active en entrant dans le champ de vision des gardes ou des caméras. Dans ce cas, le joueur entre en mode Alerte et doit rester hors d'atteinte des gardes pour passer en mode Évasion, durant lequel un chronomètre décompte jusqu'à zéro tant que Snake n'est pas repéré. Dès lors, le joueur est à nouveau en mode Infiltration.
Pour se cacher, Snake peut s'accroupir, ramper dans des passages au ras du sol, se plaquer au mur, taper sur le mur pour distraire les gardes, ou même se dissimuler dans des boîtes en carton. Pour repérer les ennemis, un écran radar affiche la topologie de l'environnement, l'emplacement des gardes et leur champ de vision (toutefois le radar n'est pas présent dans les modes les plus difficiles du jeu). Le joueur a alors le choix de se déplacer tout en restant invisible aux yeux des gardes, ou au contraire les affronter avec des armes à feu.
Régulièrement dans le jeu, Solid Snake communique avec d'autres personnages via le Codec, un système radio permettant de dialoguer en visuel. Ses interlocuteurs sont spécialisés dans différents domaines et peuvent conseiller le joueur sur les armes, les techniques d'infiltration et les événements récents du jeu.

## Réalisation
Les environnements sont variés et le résultat final est immersif. Le design des protagonistes est de bonne qualité ainsi que les effets spéciaux (par exemple : le rendu de l'eau, les jeux d'ombres et de lumières). Il est à noter des idées novatrices pour l'univers du jeu vidéo, tel que le fait de devoir changer la prise en main de sa manette de jeu pour réussir à battre un adversaire, ou encore de devoir chercher au dos du boîtier du jeu des informations nécessaires pour la progression, en l’occurrence une fréquence CODEC. Une mécanique unique brisant le mur entre le réel et le virtuel, il s’agissait également d’un moyen efficace contre le piratage, désormais obsolète depuis l’arrivée d’Internet.

## Développement

### Production
Après la production du jeu Policenauts en 1994, Hideo Kojima envisage de revenir sur la licence Metal Gear. Il a alors vent du développement d'une console CD, celle qui sera la PlayStation, qui sera capable d'intégrer des cinématiques longues et des environnements 3D plus réalistes. Kojima voit alors une console capable de supporter un jeu à la hauteur de ses ambitions.
Yoji Shinkawa, que Kojima connait pour son travail de déboguage sur Policenauts, rejoint l'équipe de développement et est chargé de la modélisation des personnages et du Metal Gear Rex. Il prendra vite de l'ampleur en redéfinissant les apparences de Meryl, d'Otacon et du ninja, les éloignant des stéréotypes pensés par Kojima.
Toujours dans son approche cinématographique du jeu et afin de ne pas briser le rythme, Kojima fait le choix de créer des cinématiques vidéo utilisant le moteur 3D du jeu, là où la grande majorité des jeux de la même époque utilise des cinématiques pré-calculées.

### Histoire
Metal Gear Solid reprend de nombreuses idées scénaristiques déjà présentes dans Metal Gear 2: Solid Snake, comme l'affrontement à 4 contre 1 dans un ascenseur ou les appels radio anonymes.
Grâce à la possibilité d'intégrer des cinématiques longues, Kojima écrit l'intrigue du jeu en la rendant moins explicite. Il souhaite en effet depuis longtemps délivrer un message à travers ses jeux, et Metal Gear Solid lui donne les moyens techniques. Pour cet opus, il choisit de parler de l'héritage laissé par les générations passées et de ce qu'on en tire, notamment la figure paternelle. Il parle également des dangers de la dérive scientifique, notamment du clonage.

## Doublage et adaptation
L'enregistrement des doublages français, allemand, espagnol et italien s'est déroulé aux studios Abbey Road de Londres, onze jours étant consacrés à l'enregistrement de chaque langue, ce qui était bien plus élevé que le temps alors habituellement alloué à la localisation d'un jeu vidéo. L'enregistrement des voix françaises, première version étrangère enregistrée, s'est déroulé au cours du mois d'août 1998 et a été effectué à partir des cinématiques japonaises,. Le comédien français doublant Gray Fox, Olivier Deslandes, a occupé le rôle de coordinateur linguistique et contribué ainsi au casting, à la traduction et à la direction artistique des versions européennes dans lesquelles le jeu a été doublé. La comédienne Framboise Gommendy qui double Meryl et Sniper Wolf, a également participé à la traduction du jeu, réécrivant légèrement par la même occasion certains textes en fonction des comédiens qui les doublaient.
Fait peu commun, les scènes impliquant plusieurs personnages étaient doublées par tous les comédiens concernés en même temps dans le studio, là où les comédiens enregistrent habituellement leur texte seuls. Après l'enregistrement de la scène de la mort de Sniper Wolf, le directeur artistique de Konami, Harry Inaba, a fait irruption dans le studio et s'est rué sur Framboise Gommendy avant de l'étreindre en pleurant, ému par son interprétation. Plusieurs comédiens impliqués dans le doublage du jeu ont déclaré qu'ils en gardent un excellent souvenir,, notamment en raison du temps et du budget qui ont été alloués au projet. En outre, leur salaire a été plus que décent.
Bien que le doublage français vaille encore aujourd'hui aux principaux comédiens français des mails réguliers de remerciements de la part de fans,,, d'aucuns reprochent à Emmanuel Bonami d'avoir fait de Solid Snake une sorte de « Rambo » de par la voix grave qu'il a pris pour le doubler,. Celle-ci était cependant une demande du directeur artistique de Konami, auquel Emmanuel Bonami a suggéré une voix moins grave sans succès toutefois,.
Aujourd'hui, la version française de Metal Gear Solid figure régulièrement au rang des pires doublages français de jeux vidéo,, certains de ses détracteurs arguant qu'elle a mal vieilli, une critique que ne renie pas Emmanuel Bonami. De son propre aveu, certaines traductions mériteraient d'être reprises. Il déplore cependant le fait que certains comédiens soient parfois insultés sur Internet au regard de leur prestation et estime qu'il est peu pertinent de comparer le doublage d'un jeu de la fin des années 1990 avec ceux d'aujourd'hui tant la façon dont on pouvait doubler des œuvres à l'époque diffère avec celle d'aujourd'hui,.
| Personnages              | Français                                                           | Anglais (pseudonyme dans le livret)              | Japonais                            |
| Solid Snake              | Emmanuel Bonami                                                    | David Hayter (Sean Barker)                       | Akio Ōtsuka                         |
| Liquid Snake             | Stéphane Cornicard                                                 | Cam Clarke (James Flinders)                      | Banjō Ginga                         |
| Donald Anderson          | Stéphane Cornicard                                                 | Greg Eagles (George Byrd)                        | Masaharu Satō                       |
| Gray Fox                 | Olivier Deslandes                                                  | Greg Eagles (George Byrd)                        | Kaneto Shiozawa                     |
| Johnny Sasaki            | Olivier Deslandes                                                  | Dean Scofield (en) (Dino Schofield)              | Naoki Imamura (en)                  |
| Meryl Silverburgh        | Framboise Gommendy                                                 | Debi Mae West (en) (Mae Zadler)                  | Kyōko Terase (en)                   |
| Sniper Wolf              | Framboise Gommendy                                                 | Tasia Valenza (Julie Monroe)                     | Naoko Nakamura (ja)                 |
| Ordinateur PAL           | Cécile Hopkins                                                     | Tasia Valenza (Julie Monroe)                     | Naoko Nakamura (ja)                 |
| Nastasha Romanenko       | Cécile Hopkins                                                     | Renee Raudman (en) (Renne Collette)              | Eiko Yamada                         |
| Dr Naomi Hunter          | Linda Sans                                                         | Jennifer Hale (Carren Learning)                  | Hiromi Tsuru                        |
| Dr Hal "Otacon" Emmerich | Nicholas Mead                                                      | Christopher Randolph (Christopher Fritz)         | Hideyuki Tanaka                     |
| Colonel Roy Campbell     | Philippe Smolikowski                                               | Paul Eiding (Paul Otis)                          | Takeshi Aono                        |
| Revolver Ocelot          | Philippe Smolikowski                                               | Patric Zimmerman (Patric Laine)                  | Kōji Totani                         |
| Mei Ling                 | Vanessa Seydoux                                                    | Kim Mai Guest (Kim Nguyen)                       | Hōko Kuwashima                      |
| Vulcan Raven             | Pierre Maubouché (en)                                              | Peter Lurie (Chuck Farley)                       | Yukitoshi Hori                      |
| Psycho Mantis            | Philippe Monnet                                                    | Doug Stone                                       | Kazuyuki Sogabe                     |
| Jim Houseman             | Philippe Monnet                                                    | William Bassett (en) (Frederick Bloggs)          | Tomohisa Asō                        |
| Kenneth Baker            | Daniel Pageon                                                      | Allan Lurie (en) (Bert Stewart)                  | Yuzuru Fujimoto (en)                |
| Soldats ennemis          | Olivier Deslandes Philippe Monnet Stéphane Cornicard Daniel Pageon | Scott Dolph Doug Stone Dean Scofield Peter Lurie | Masaya Takatsuka (en) Naoki Imamura |

## Musique
La bande originale du jeu a été principalement composée et interprétée par le Konami Computer Entertainment (KCE) Sound Team Japan (comprenant Takanari Ishiyama, Gigi Meroni, Kazuki Muraoka, Lee Jeon Myung et Hiroyuki Togo). Exception est faite du Metal Gear Solid Main Theme, composée par TAPPY, et la chanson The Best Is Yet to Come, composée par Rika Muranaka et interprétée par Aoife Ní Fhearraigh (en). Cette chanson a d'abord été écrite en japonais par Muranaka avant d'être traduite en Irlandais par Bláthnaid Ní Chofaigh.
Le disque est édité au Japon le 23 septembre 1998, trois semaines après la sortie japonaise du jeu,,.

## Accueil

### Critique

#### Critiques générales
Metal Gear Solid reçoit un accueil unanimement positif sur PlayStation, et obtient 94/100 sur Metacritic. La version PC, éditée environ deux ans plus tard, est accueillie avec un enthousiasme plus modéré, et réalise quant à elle un score de 83/100 sur Metacritic.
Pour Grégoire Hellot, qui attribue 9/10 à la version japonaise de Metal Gear Solid dans Joypad, « le jeu est ce qu'on a connu de plus extraordinaire sur PlayStation depuis... depuis rien ! En fait, il n'existe aucun soft qui puisse prétendre procurer autant de sensations, captiver ainsi le joueur, donner un plaisir à la limite de la dépendance que Metal Gear Solid. » Il qualifie le jeu d'« unique [et] indispensable. »
Julien Chièze, testant pour sa part la version européenne, déclare, toujours dans Joypad, que « l'équipe d'Hideo Kojima a réussi une véritable prouesse pour cette mouture PlayStation transcendant la création originale [sur MSX] », et que « le soft demeure incroyable, profond et véritablement novateur. Un indispensable pour les possesseurs de PlayStation. [...] Grâce à MGS, les jeux vidéo franchissent une nouvelle étape. » Chièze affirme en outre dans PlayStation Magazine que Metal Gear Solid est « un des jeux les plus révolutionnaires sur PlayStation » et qu'il « marquera indéniablement son époque. » Julien Chièze décerne au jeu la note de 9/10 dans les deux magazines.
Gia-Dinh To de Consoles + donne à Metal Gear Solid la note de 96% et y voit « une expérience à ne manquer sous aucun prétexte. » Elle ajoute que, « pour [elle], c'est un des meilleurs jeux vidéo, toutes consoles confondues. [...] Le souci du détail et la finition du jeu sont exceptionnels. »
Nicolas Guerdin de Consoles News met au jeu la note de 97%, et explique : « Il y a des choses que l'on ne peut exprimer avec des mots, et le plaisir éprouvé en jouant à Metal Gear en fait partie. Cela peut paraître exagéré, mais il n'y a pas tous les jours des Metal Gear dans la vie d'un joueur. Ne le ratez surtout pas, c'est un hit parmi les hits, l'un des plus (sinon le plus) grands jeux de la Play. »
Ho Utsumiya octroie à Metal Gear Solid la note de 18/20 dans Playmag, qu'il qualifie d'« expérience unique, extraordinaire, magnifique, inoubliable ! » Selon lui, c'est « un de ces titres qui resteront gravés dans la mémoire collective. [...] À posséder absolument. »
Pour Christophe Pottier, qui lui donne 85% dans Player One, « Metal Gear est indiscutablement l'un des meilleurs jeux sur PlayStation », mais ne peut « revendiquer [...] le titre de jeu de cette fin de siècle » à cause de petits problèmes de maniabilité et de caméra.
Metal Gear Solid obtient la note de 10/10 dans l'Official UK PlayStation Magazine. On peut lire sous la plume de Daniel Griffiths que c'est « le meilleur jeu jamais réalisé. [...] Impossible à lâcher tant qu'il dure, et inoubliable une fois terminé. »
Le jeu écope d'un 8,5/10 sur GameSpot. Jeff Gerstmann (en) explique : « Dans cinq ans, lorsque nous nous remémorerons Metal Gear Solid, à quoi penserons-nous ? Le jeu est très certainement révolutionnaire sous plusieurs aspects. Il a un gameplay innovateur, et rapproche réellement le jeu vidéo du monde du cinéma. C'est, sans aucun doute, une étape majeure pour le jeu vidéo. [...] Mais est-ce que nous voulons vraiment des jeux qui se rapprochent davantage de films ? [...] Metal Gear Solid est actuellement unique en son genre, mais plus en tant qu’œuvre d'art qu'en tant que jeu. »

#### Critiques de la durée de vie
La durée de vie de Metal Gear Solid, estimée entre neuf et quinze heures,,,, est régulièrement citée comme étant le point négatif du jeu, une faiblesse qui est contrebalancée par sa grande qualité et sa rejouabilité. Pour Crispin Boyer, le jeu « pourrait être plus long », mais « certaines subtilités de l'intrigue ne s'éclaircissent qu'une fois le jeu terminé. D'ailleurs, [le joueur] aura envie de rejouer cette aventure ne serait-ce que pour revivre son histoire [et] voir la seconde fin. » Grégoire Hellot, qui le rebaptiserait volontiers « Metal Gear Rapid », affirme que le jeu offre « dix petites heures de plaisir intense et purement concentrées, [et] on y revient avec plaisir. » Florient Vial déplore que « Metal Gear [soit] court. Très, très court. […] C'est simple, si vous terminez une fois le jeu, vous connaissez le scénario[,] vous sauterez les scènes explicatives[, et] vous réduisez la longueur du jeu d'environ trois heures[,] sur un soft que l'on met tout au plus neuf heures à terminer lorsque l'on y joue la première fois. […] Cela dit, on le trouve peut-être court parce qu'il est passionnant. » Jeff Gerstmann (en) fait un constat analogue mais se montre plus sévère : « Une fois que vous savez ce qu'il faut faire et passez autant l'histoire que possible, vous pouvez traverser le jeu en trois heures ou moins. Konami a tenté d'ajouter de la valeur sous la forme de modes de difficulté variés, et d'incitations à recommencer le jeu, mais aucune quantité d'items spéciaux et de modifications visuelles ne rend Metal Gear Solid digne d'être joué plus de deux fois, et même une seconde partie pour voir les deux fins étire quelque peu les choses en longueur. » Qualifiant la brièveté du jeu d'« effroyable », Gerstmann conclut ainsi : « [Metal Gear Solid] vaut clairement la peine d'être acheté, mais ne vous étonnez pas si vous vous retrouvez soudainement très en colère lorsque vous finirez le jeu le lendemain du jour où vous l'aurez ramené à la maison . »

#### Critiques de la localisation française
Le doublage français du jeu reçoit des critiques mitigées. Christophe Pottier évoque « une V.F. de grande classe. » Il ajoute : « Ce doublage est si réussi que l'on ne peut passer à côté de certains clichés, comme le héros affublé d'une voix à la Rambo. » Selon Gia-Dinh To, « la traduction française est d'assez bonne qualité et certaines expressions du langage courant n'ont pas été censurées (comme "Merde !" par exemple). Les voix manquent de passion par rapport à la VO, mais elles tiennent la route. Néanmoins, ceux qui auront joué à Metal Gear Solid en japonais ou en anglais remarqueront quelques bévues. » Elle cite notamment la voix de Mei Ling devenue « insupportable », la disparition de l'accent de Sniper Wolf et Nastasha Romanenko, les répliques « légèrement ridicules » de Gray Fox, « traduites mot à mot », et la traduction du mot « manette » par « contrôleur. » Elle conclut ainsi : « Jouer à Metal Gear Solid en français m'a donné l'impression de voir un film en VF après l'avoir adoré en VO. Certes la traduction est à la hauteur, mais je ne peux m'empêcher de pester contre les petites imperfections. » Nicolas Guerdin affirme pour sa part que « la traduction en français est décevante par rapport aux voix originales, [mais] elle rend le jeu accessible à tous et c'est l'essentiel. » Pour Florient Vial de Total Play, « le résultat est question de goût personnel. La version américaine, probablement la plus réussie du jeu, donne au soft toute sa dimension pseudo-dramatico hollywoodienne. En France, Konami semble avoir tenté de jouer à fond la carte du second degré. Du coup, on passe parfois du registre « dramatique » (très kitch mais vraiment réussi) à un registre plus tragi-comique qui ne fait pas l'unanimité. [...] Ceux qui n'ont jamais connu la version US n'y verront que du feu. [Cela dit, le doublage] reste de qualité. » Julien Chièze ne mâche quant à lui pas ses mots : il écrit dans Joypad que Metal Gear Solid est « un jeu fabuleux quelque peu gâché par de fichus doublages français particulièrement insipides », « apocalyptiques », « pitoyables » et « calamiteux. » Il détaille : « Malheureusement pour cette version française - qu'on nous annonçait comme excellente - [les comédiens] sont carrément à côté de la plaque ! L'atmosphère oppressante qui enveloppait les séquences narratives exceptionnelles d'intensité en version jap/US vire ici à des conversations de bistro. Snake se transforme en brute épaisse et se contente d'être une pâle copie de Rambo. Les sentiments, les émotions passent à la trappe. En outre, certaines traductions approximatives rendent burlesques des situations normalement dramatiques. Le manque de conviction des doublages est déplorable et nuit de manière non négligeable au plaisir de jeu. » Enfin, David Le Roux de Gamekult juge le doublage sur PC « très mauvais [...], puisque le jeu a hérité des voix françaises peu convaincantes de la PlayStation, déjà décriées par les puristes au moment de sa sortie sur console. Les traductions elles-mêmes sont souvent pitoyables et renforcent le côté parfois mièvre de certaines scènes intimistes. »

## Postérité

### Renommée, distinctions
En 2010, Metal Gear Solid est  considéré comme un des « 1001 jeux vidéo auxquels il faut avoir joué dans sa vie » dans l'ouvrage de référence éponyme.
En 2014, le magazine Retro Gamer publie une sélection des 25 meilleurs jeux PlayStation des lecteurs. Metal Gear Solid y est classé 3e (devancé par Final Fantasy VII, 2e et Resident Evil 2, 1er). La revue salue l'exploitation ambitieuse de la puissance de la 32 bits par Hideo Kojima, afin de proposer un jeu « cinématique », agrémenté d'un gameplay raffiné et créatif, qui inspirera de nombreux imitateurs.
La même année, Marcus évoque dans son livre Nos Jeux vidéo 90-2000 l'utilisation hors du commun des vibrations de la manette et un scénario très riche.
En 2016, la rédaction de Jeuxvideo.com place le jeu en 1re position d'un top 10 des meilleurs jeux de la PlayStation. Qualifié de « chef-d'œuvre absolu », le jeu est félicité notamment pour sa « mise en scène au cordeau avec de nombreuses cinématiques en temps réel dignes d'un film », le « charisme dément des personnages », son « scénario captivant » et « les combats de boss d'anthologie contre Psycho Mantis ou Sniper Wolf. » L'auteur du top 10 conclut : « La possibilité de progresser de multliples façons, d'utiliser la manière forte ou la furtivité pour évoluer dans l'environnement, contribuent à rendre l'aventure inoubliable. 17 ans après [...], Metal Gear Solid demeure encore aujourd'hui un indispensable de la console de Sony. Mais surtout, plus généralement, le jeu reste et restera encore pour longtemps au panthéon des jeux vidéo, tout simplement. »

### Rééditions, extension, remake
- 1999 - Réédition sur PlayStation, nommée Metal Gear Solid: Integral ;
- 1999 - Extension Metal Gear Solid : Missions spéciales ;
- 2004 - Remake sur GameCube, nommé Metal Gear Solid: The Twin Snakes ;
- 2008 - Réédition sur PlayStation 2 dans la compilation Metal Gear Solid: The Essential Collection ;
- 2008 - Réédition sur PlayStation 3 et PlayStation Portable (via le PlayStation Network) en donnée de téléchargement.
- 2018 - Le jeu fait partie des 20 titres inclus dans la PlayStation Classic. Dans la déclinaison occidentale (Europe et Amérique du Nord) de la console, il est présenté dans sa version américaine, soit en langue anglaise et au format NTSC - 60 Hz[57],[58].

#### Metal Gear Solid: Integral

Logo de Metal Gear Solid: Integral.

Metal Gear Solid: Integral est un jeu vidéo d'action-infiltration développé et édité par Konami, sorti le 25 juin 1999 au Japon sur PlayStation. Il s'agit de la version internationale de Metal Gear Solid avec des contenus additionnels et un disque supplémentaire contenant des missions additionnelles (les « VR missions »). Les contenus additionnels incluent de nouveaux costumes, le mode de difficulté « très facile » et trois modes de jeu, dont un utilisant la PocketStation.
Les missions supplémentaires sont également sorties en dehors du Japon dans une extension intitulée Metal Gear Solid : Missions spéciales (Metal Gear Solid: VR Missions aux États-Unis). Elles incluent des missions d'entraînement au combat et à la furtivité, dans l'esprit de la saga Metal Gear. Il y a également du contenu moins sérieux, comme des enquêtes sur des meurtres, des batailles contre des ovnis ou des soldats géants. Le joueur peut également contrôler le soldat Gray Fox. Une preview de Metal Gear Solid 2: Sons of Liberty et un mode photo de Mei Ling et Naomi Hunter sont aussi proposés.

#### Metal Gear Solid: The Twin Snakes
Metal Gear Solid: The Twin Snakes est un remake de Metal Gear Solid développé par Silicon Knights sous la supervision de KCE Japan, sorti sur GameCube en mars 2004. Si The Twin Snakes est développé principalement par Silicon Knights, les séquences cinématiques du jeu sont quant à elles réalisées en interne chez Konami par le réalisateur de films japonais Ryūhei Kitamura. Elles sont imprégnées du style dynamique propre au réalisateur, et font largement usage du bullet time et de séquences d'action chorégraphiées. Si l'histoire et le contexte du jeu ne sont quasiment pas modifiés, le gameplay se voit agrémenté de plusieurs fonctionnalités apparues dans Metal Gear Solid 2: Sons of Liberty, comme la visée en vue à la première personne, et la possibilité de se suspendre aux rembardes ou de dissimuler les corps dans des casiers. Le doublage anglais et la bande-son sont entièrement refaits. Le doublage français est abandonné. Les graphismes sont actualisés et atteignent une qualité comparable à ceux de Metal Gear Solid 2,,,.

### Suites
Metal Gear Solid connaît plusieurs suites, réparties sur trois générations de consoles, et dont la chronologie fictionnelle s'étend de 1964 à 2014, les principales (et canoniques) étant : Metal Gear Solid 2: Sons of Liberty, Metal Gear Solid 3: Snake Eater, Metal Gear Solid: Portable Ops, Metal Gear Solid 4: Guns of the Patriots, Metal Gear Solid: Peace Walker, Metal Gear Solid V: Ground Zeroes et Metal Gear Solid V: The Phantom Pain,.